# バケモン先生
バケモン先生（バケモンせんせい）は、日本のお笑い芸人。吉本興業所属。かつては山田庸平とコンビ「山田カントリー」を組んでいた。旧芸名、あさいタワー。

## 人物
体重91 kg。
趣味および特技はバスケットボール(吉本での部活動プロジェクト、「ブカツ!」にて田村裕（麒麟）が部長として率いるバスケ部に入っている)、趣味は洗濯と睡眠。
2015年にBjリーグ合同トライアウトへ参加、初めてプロスポーツのテストを受けた吉本所属の芸人となった。一次選考では116人の受験者から合格者23人の中に名を連ね、最終選考も受けたものの指名はされなかった。

## 来歴
小学生の頃からバスケを始め、中京大学附属中京高等学校を経てバスケの名門である中京大学へ進学。パワーフォワードとして実力を発揮し、大学選手権では4位の好成績を残す。卒業後は約2年間、高校にて非常勤の体育教師として働いた。
2003年にNSC東京校へ9期生として入学し、同期の山田庸平とコンビ「山田カントリー」を結成。ボケ担当を務め約14年間コンビとして活動を続けるも、山田の引退により2018年3月30日を以て解散。以後、ピン芸人となる。

## 芸風
コンビ時代は漫才とコント両方を演じ、2m近い自身の高身長を活かしたネタが多かった。
ピンでは主にものまねを持ちネタとし、レパートリーにはジャイアント馬場や『進撃の巨人』の巨人などがある。

## 出演
コンビとしての出演歴は『山田カントリー』を参照。
- クイズ!紳助くん（ABCテレビ）
- 博士と助手〜細かすぎて伝わらないモノマネ選手権〜（フジテレビ）
- オレワン（フジテレビ）
- いきなり!黄金伝説。（テレビ朝日）
- ザキ山小屋（ABCテレビ）[8]
- ワイドナショー（フジテレビ）
- くりぃむナンチャラ（テレビ朝日）[9]
- 水曜日のダウンタウン（TBSテレビ）※罰ゲーム執行人として出演[7]
- 夢対決!とんねるずのスポーツ王は俺だ!スペシャル（テレビ朝日）